# Leonard Jaroszewski
Leonard Jaroszewski (ur. 2 marca 1948 w Kole, zm. 15 sierpnia 2018) – polski działacz harcerski i społeczny, harcmistrz, Honorowy Obywatel Miasta Koła.

## Życiorys
W 1958 roku wstąpił do drużyny harcerskiej im. Bolesława Chrobrego, działającej przy Szkole Podstawowej nr 1 w Kole. W lipcu 1959 roku w złożył przyrzeczenie harcerskie, następnie działał w grupie kwatermistrzowskiej kolskiego hufca ZHP. W latach 1963–1974 był zawodnikiem Olimpii Koło. 
W grudniu 1970 roku stworzył harcówkę w piwnicy bloku przy ulicy Broniewskiego 10. W 1972 roku uzyskał stopień podharcmistrza, a w 1981 roku harcmistrza. W 1986 roku został wybrany na komendanta Hufca ZHP w Kole.
W dniu 31 sierpnia 2004 został wyróżniony tytułem Honorowego Obywatela Miasta Koła. W 2016 obchodził jubileusz 50-lecia pracy instruktorskiej w Związku Harcerstwa Polskiego. Był również członkiem sztabu Wielkiej Orkiestry Świątecznej Pomocy w Kole.
W 2009 roku otrzymał wyróżnienie „Przyjaciel Wartaków”, przyznawane przez Manufakturę Piosenki Harcerskiej „Wartaki”.
Zmarł 15 sierpnia 2018. Został pochowany na cmentarzu w Babiaku. W 2024 roku został upamiętniony na muralu odsłoniętym we wsi Lubiatowo w województwie pomorskim, gdzie organizował letnie obozy harcerskie dla harcerzy z Koła.